# خوسيه ماريا ريداو
خوسيه ماريا ريداو (بالإسبانية: José María Ridao)‏ كاتب ودبلوماسي إسباني، وُلد في مدريد في 19 سبتمبر عام 1961. تخرج في كلية الحقوق وفقه اللغة العربية، وسلك الطريق الدبلوماسي بدءًا من عام 1987.

## مسيرته المهنية
في مرحلته الدبلوماسية الأولى، أُوفد إلى كل من أنغولا والاتحاد السوفيتي وغينيا الاستوائية وفرنسا. وفي عام 2000، طلب إعفاءًا مؤقتًا ليتفرغ إلى الكتابات الأدبية. وفي عام 2004، عاد مرة أخرى إلى مزاولة مسيرته الدبلوماسية، وكان سفيرًا لإسبانيا لدى اليونسكو بقرار من مجلس الوزراء، وهو المنصب الذي شغله حتى استقالته عام 2006، وهي الفترة التي تزامنت مع كونه عضوًا في هيئة تحرير صحيفة الباييس، إضافة إلى كونه مساهمًا في راديو كادينا سير. وقد تبعته في تمثيل إسبانيا أمام اليونسكو وزيرة التعليم والعلوم الاشتراكية السابقة ماريا خيسوس سانسيجوندو. وشغل بعدها منصب نائب القنصل العام لسفارة إسبانيا في باريس.
وبوصفه كاتبًا، فقد ساهم في مجالات الرواية والمقالات.

## أعماله[9]
- أغسطس في الجنة (1998)
- أعذار للدكتور أوارتي (1999)
- ضد التاريخ (2000)، وأعيد نشرها مجددًا عام 2009.
- خيبة الأمل الدائمة (2000)
- السلام بدون عذر (2004)
- رؤيتين لإسبانيا (2005)
- البحر الميت (2010)
- إستراتيجية عدم الراحة (2014)
- الفلسفة العرضية (2015)

## مقولته الشهيرة بحق الأندلس
{{اقتباس خاص|إن وضعية إسبانيا كأرض خضعت للإسلام تاريخيًا وكقوة استعمارية خلال الفترة المعاصرة، لم تفتأ تشكل ثغرة بين المستعربين. في هذا الصدد، تكتسي أطروحة إدوار سعيد المعروفة عن الترابط بين الدراسات الاستشراقية والتغلغل الاستعماري الأوروبي طبيعة خاصة بالنسبة للمستعربين الإسبان: فالاعتراف بأن نفس الشعب الذي يُراد فرض السيطرة الاستعمارية عليه هو الذي امتلك شبه الجزيرة، في وقت سابق، سيكون باهظ الثمن بالنسبة لمثقفين لا يبذلون فقط أي جهد للتخلص من الحكم المسبق بمعاداتهم للإسلام، وإنما يسعون خلاف ذلك إلى التحول إلى نصراء للمسيحية. من هنا تم تشويه تاريخ الأندلس إلى حد أصبح من السهل التعرف فيه على أثر مخاوفنا وأحكامنا الجاهزة وحتى تاريخنا الحديث، بدلاً من التعرف على الواقع الحقيقي لماضينا الإسلامي. في المقام الأول، حاول المستعربون الإسبان البرهنة على أن فتح شبه الجزيرة عمل قام به عرب الشرق بصفة استثنائية، قبل أن تلتحق بهم، كوقود للمعركة، تجريدة من برابرة شمال إفريقيا. وفي المقام الثاني، أكدوا أن صفاء أعراق العرب الذين قدموا إلى شبه الجزيرة لا يتعدى الجيل الثالث أو الرابع، بحيث لا يمكن الحديث بعد ذلك سوى عن الإسبان الأقحاح. وفي المقام الثالث، اعتبر المستعربون دخول الإمبراطوريات البربرية إلى مشهد التاريخ حوالي سنة 1091، وهي السنة التي أطاح فيها يوسف بن تاشفين بحكم المعتمد، بمثابة نهاية للحضارة العربية الإسبانية حسب تعبير جارثيا جوميث، ناسين باطمئنان أن أربعة قرون ما تزال تنتظر سقوط غرناطة.